# Vimeiro (Alcobaça)
Vimeiro est une freguesia portugaise située dans le District de Leiria.
Avec une superficie de 20,52 km2 et une population de 2 112 habitants (2001), la paroisse possède une densité de 102,9 hab/km2.